# Geografia Botswany

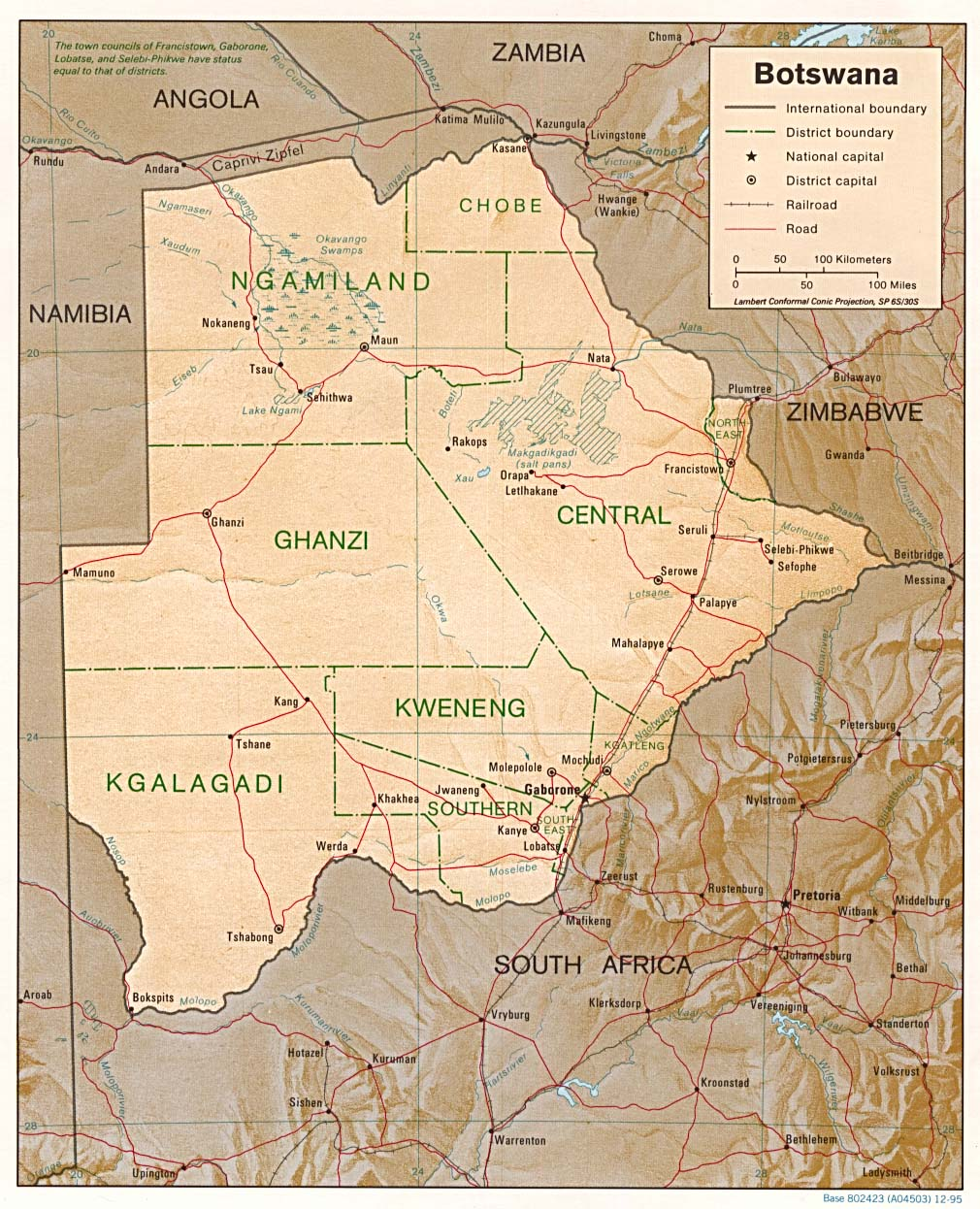
Mapa Botswany

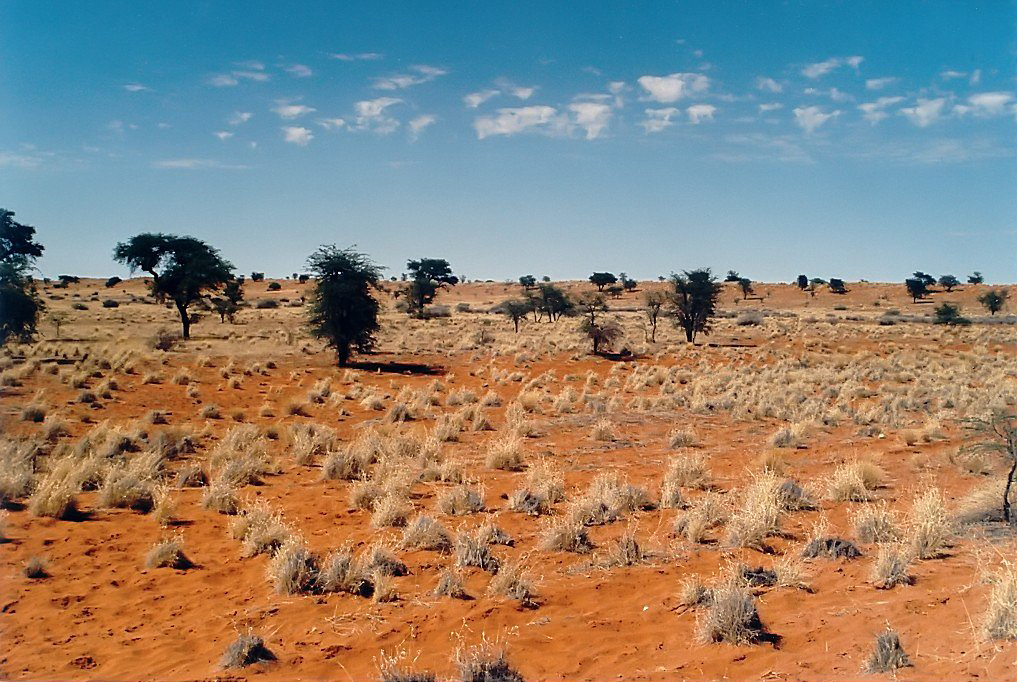
Kotlina Kalahari

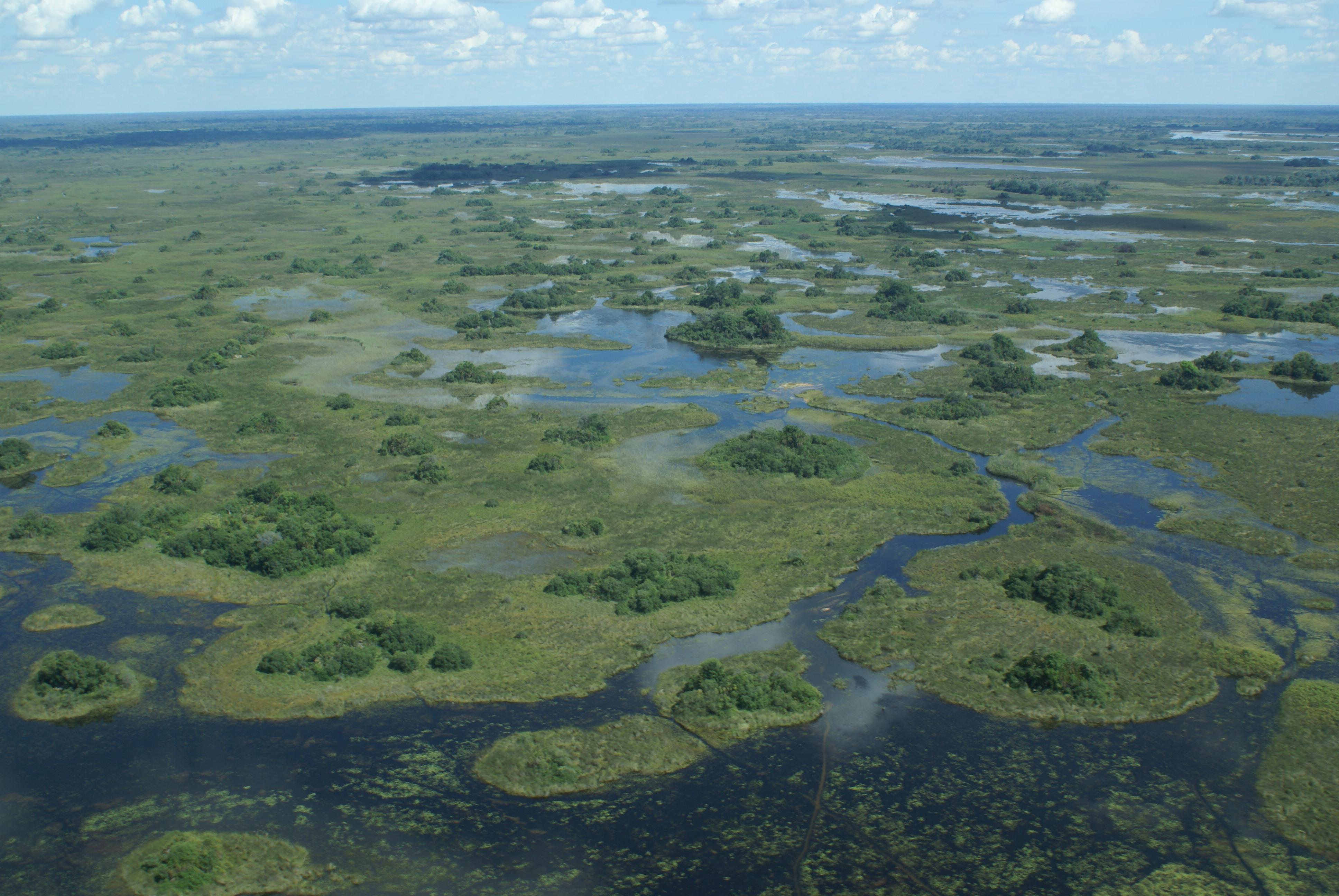
Delta Okawango

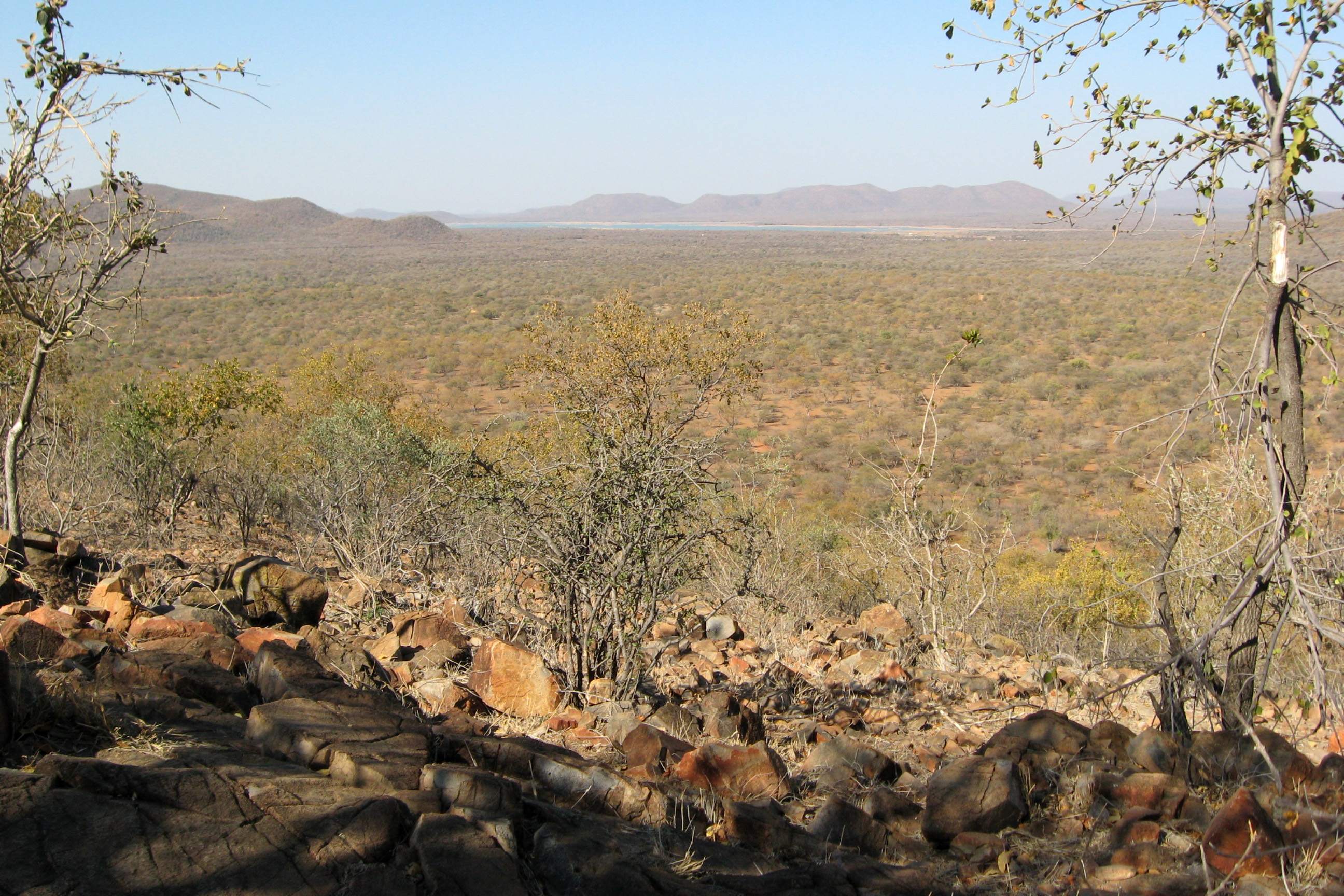
Sawanny w południowej części kraju

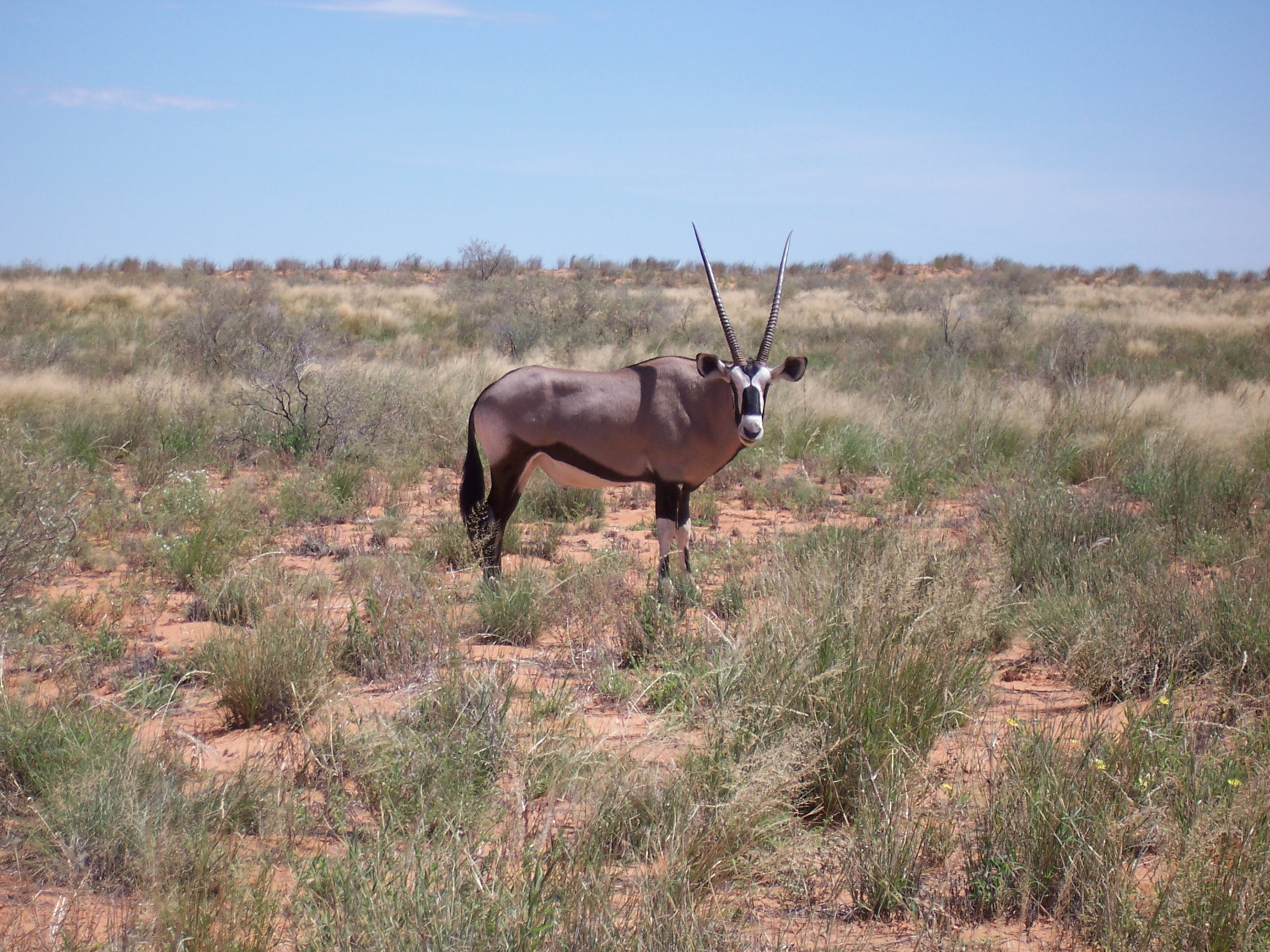
Antylopa oryks w Botswanie

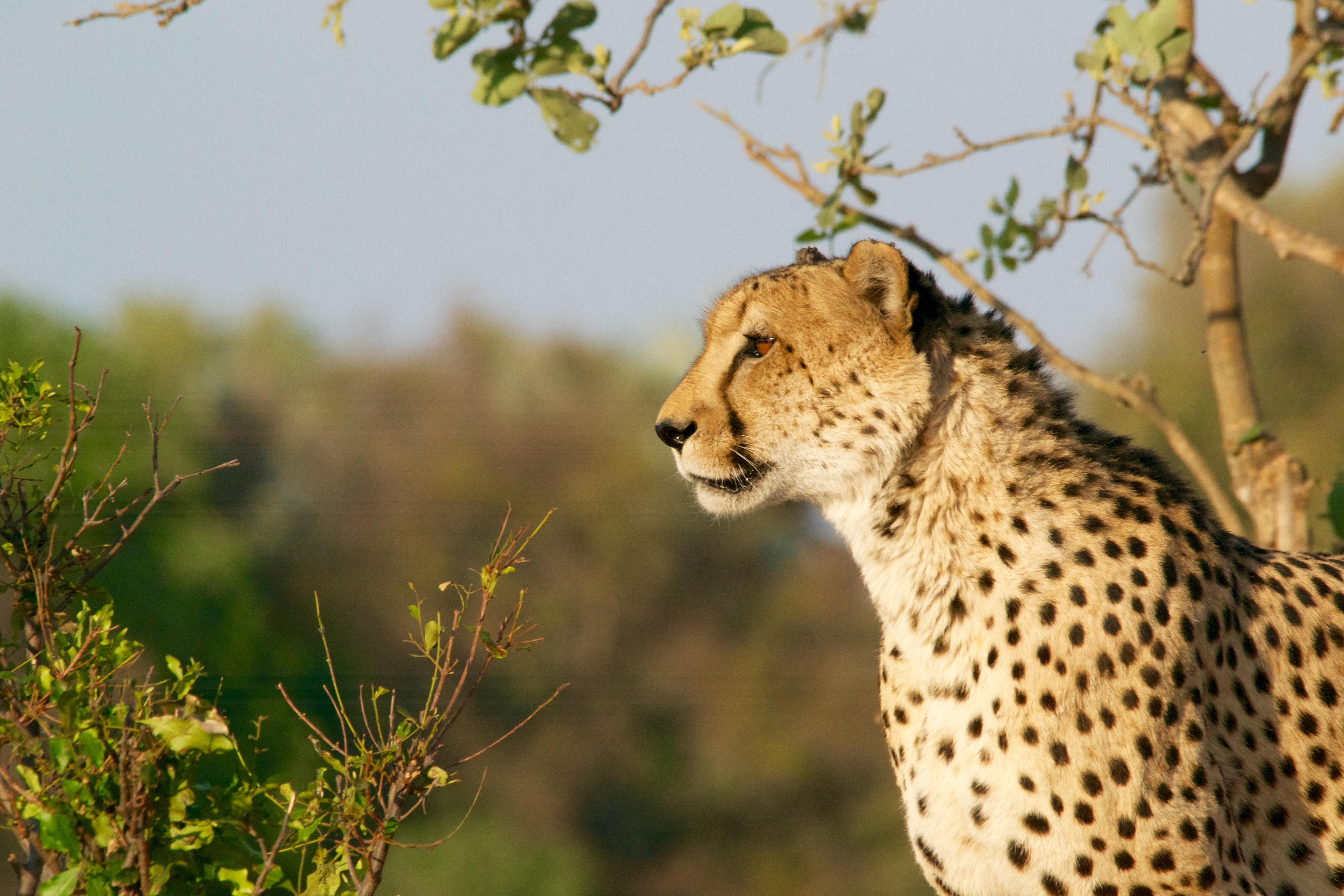
Gepard w Botswanie

Botswana – średniej wielkości państwo w środkowej części Afryki Południowej, rozłożone po obu stronach zwrotnika Koziorożca. Botswana jest krajem śródlądowym. Do roku 1966 kraj był kolonią brytyjską pod nazwą Beczuana. Uzyskał niepodległość jako jedno z najbiedniejszych państw świata. Sytuację zmieniło odkrycie złóż diamentów. Jednak wciąż jest to kraj słabo rozwinięty, leżący w suchej kotlinie Kalahari.

## Granice
Botswana graniczy z następującymi państwami (podano długość granic):
- Namibia – 1360 km
- Południowa Afryka – 1840 km
- Zambia – około 80 metrów
- Zimbabwe – 813 km

Brak dostępu do morza.

## Budowa geologiczna i rzeźba
Botswana zajmuje środkową część kotliny Kalahari. Środkowa część kraju jest nisko położona, choć tereny te leżą ponad 900 m n.p.m. Obrzeża kraju, czyli obszary poza centralnym obniżeniem Kalahari wznoszą się łagodnie do wysokości 1200–1300 m n.p.m., maksymalnie do 1500 m n.p.m. w południowo-wschodniej części kraju. Z geograficznego punktu widzenia kraj jest wyżynny, ponieważ leży powyżej 900 metrów n.p.m. Krajobraz Botswany jest prawie wszędzie płaski z nielicznymi wzniesieniami i górami wyspowymi. Na skrajnym południowym wschodzie kraju występują wydmy. Góry i wzniesienia pochodzą z prekambru, kiedy to uformował się cały obszar dzisiejszego Botswany i jego bogactwa mineralne. W kraju nie ma młodych form geologicznych. Obszar kotliny Kalahari pokryty jest grubymi na ponad 100 metrów utworami piaszczystymi. Stary wiek warstwy geologicznej jest przyczyną występowania bogatych złóż mineralnych, m.in. diamentów, ale też średniej jakości węgla kamiennego oraz rud miedzi, niklu i złota.

## Klimat
Na terytorium Botswany panuje suchy klimat zwrotnikowy. Pomimo położenia w strefie zwrotnikowej temperatury powietrza są stosunkowo niskie ze względu na wysokość nad poziomem morza. W okresie letnim (styczeń) średnie temperatury wahają się w granicach od 24 do 26 °C. Mimo to kraj jest suchy, a kontynentalizm klimatu sprawia, że dobowe wahania temperatur są wysokie. Zimy (lipiec) są w Botswanie dość chłodne ze względu na wysokość n.p.m. oraz duże odległości od oceanu. Na południu kraju temperatury sięgają 12 °C, a na północy do 15 °C. W nocy zdarzają się przymrozki.
Opady są skąpe ze względu na kontynentalizm klimatu i szerokość geograficzną – najwyższe wartości notowane na północy kraju to od 500 do 800 mm rocznie, a na południu kraju, zwłaszcza w południowo-zachodnich rejonach, sięgają zaledwie 200 mm rocznie. Opady występują głównie w okresie zenitalnym, czyli latem (styczeń).
Cechą charakterystyczną Botswany jest zmienność opadów z roku na rok. Oznacza to, że przez kilka lat mogą występować susze, a opady nie przekraczają wtedy nawet 100 mm. Ostatnia długotrwała susza w Botswanie wystąpiła w połowie lat 80. XX w.

## Wody
Suchy klimat Botswany, a także przepuszczalne gleby sprawiają, że sieć rzeczna jest uboga. Większość obszaru kraju to tereny bezodpływowe. Tylko obszary leżące w pobliżu północnej i wschodniej granicy należą do zlewiska Oceanu Indyjskiego – wody odprowadzane są stamtąd krótkimi dopływami rzek Chobe (dopływ Zambezi) i Limpopo. Na terytorium Botswany kończy swój bieg rzeka Okawango o długości 1600 km. Tworzy ona w północnej części kraju rozległą deltę wewnętrzną – bagna Okawango. Z powodu nieregularnych opadów deszczu obszar ten ulega okresowym zmianom.
Chociaż wody powierzchniowe Botswany są ubogie, kraj ten dysponuje dużymi zasobami wód podziemnych, dzięki czemu z ponad 10 tys. odwiertów i studni pozyskiwana jest wystarczająca ilość wody pitnej.

## Gleby
Gleby w kraju są ubogie ze względu na suchość klimatu. Przydatność rolnicza jest więc ograniczona. Większość obszaru kraju pokryta jest piaszczystymi glebami szkieletowymi oraz czerwonymi buroziemami (arenosole). Jedynie w delcie Okawango występują żyźniejsze gleby aluwialne (fluwisole). Bezodpływowe obniżenia są zdominowane przez gleby słone.

## Flora
Szata roślinna tak samo jak gleby jest uboga. Kotlina Kalahari w Botswanie jest pokryta suchą sawanną trawiastą z kolczastymi krzewami. Roślinność jest skąpa nie tylko z powodu niskich opadów, ale także z powodu przepuszczalności warstw powierzchniowych podłoża. Na nielicznych obszarach, zwłaszcza na północy kraju, gdzie płycej zalegają wody gruntowe, występuje sawanna parkowa. Jest ona bardziej wilgotna i porastają ją akacje i baobaby. Na północnych krańcach i wschodnich występują tzw. lasy mopane, czyli ekosystem leśny rzadko porośnięty drzewami. W dolinach rzecznych rosną lasy galeriowe.

## Fauna
Fauna Botswany jest bogata i liczebna. Wiąże się to przede wszystkim z małym zaludnieniem kraju, jak i jego niskim poziomem ekspansywności gospodarczej. Botswana przywiązuje ponadto dużą wagę do ochrony przyrody. Parki narodowe i rezerwaty przyrody zajmują 17% powierzchni kraju, czyli powierzchnię zbliżoną do jednej trzeciej terytorium Polski. Dodatkowo władze Botswany planują utworzyć nowe obszary chronione.
W Botswanie żyją gatunki zwierząt typowe dla sawann, takie jak słonie, których stada należą do najliczniejszych w Afryce. W południowej części kraju żyją zwierzęta typowe dla terenów pogranicznych z pustyniami, takie jak szakale, czy wiele gatunków węży (łącznie 72 gatunki) jak np. mamba i kobra. Duża jest liczba gatunków jaszczurek jak np. Legwan. Reszta kraju zdominowana jest przez gazele i antylopy. Na bagnach żyją krokodyle, zwłaszcza w delcie Okawango, a także hipopotamy. Licznie występuje również zebra będąca zwierzęciem narodowym Botswany.